# Carl Hermann Busse
Carl Hermann Busse, född 12 november 1872 och död 3 december 1912, var en tysk diktare.
Busse var en lyriker av Theodor Storms skola, utgav 1892 arbetet Gedichte. Han har även som novellist skildrat småstadslivet i sin västpreussiska hembygd i Winkelglück (1918) och utgett monografier över bland anna Novalis och Annette von Droste-Hülshoff.